# Željko Jerkov
Željko Jerkov (Pula, 6 november 1953) is een Kroatisch voormalig basketballer.

## Carrière
Jerkov speelde het grootste deel van zijn carrière voor de Kroatische club KK Jugoplastika waarmee hij een keer Joegoslavisch landskampioen werd en tweemaal de beker won. Daarnaast won hij met de club ook twee keer de Korać Cup; later won hij nog de Saporta Cup met Victoria Pesaro.
Hij werd met de nationale ploeg Olympisch kampioen in 1980 en behaalde een zilveren medaille in 1976. Daarnaast maakte hij deel uit van de ploeg die wereldkampioen werd in 1978 en hij won op een wereldkampioenschap ook nog brons en zilver. Hij werd drie keer kampioen op EuroBasket en veroverde nog een bronzen medaille.

## Erelijst
- 1x Joegoslavisch landskampioen: 1977
- 2x Joegoslavisch bekerwinnaar: 1974, 1977
- 2x Korać Cup: 1976, 1977
- 1x Saporta Cup: 1983
- Olympische Spelen: 1x , 1x
- Wereldkampioenschap: 1x , 1x , 1x
- EuroBasket: 3x , 1x
- Middellandse Zeespelen: 1x